# Bundesstraße 472
De Bundesstraße 472 (afkorting: B472) is een  bundesstraße in de Duitse deelstaat Beieren.
De weg loopt van Marktoberdorf en loopt langs noordrand van de Beiersche Alpen via Schongau, Peiting, Peißenberg, Bad Tölz en Miesbach  de B472 eindigt bij Irschenberg. De weg is 128,4 kilometer lang.

## Routebeschrijving
De B472 begint bij Marktoberdorf aan de  B12. De B472 loopt  door Bidingen, Ingenried langs Schongau waar de B17 aansluit en ze de Lech kruisen. De B472 loopt langs en tot Peiting, waar de B17 afsplitst en de B23 aansluit. De B472 loopt langs Hohenpeißenberg, langs Peißenberg, komt door Polling, Oberhausen en Huglfingwaar ze aansluit op de B2 waarna de B2/B472 samenlopen naar Spatzenhausen waar de B472 weer afbuigt langs Obersöchering en Habach. DeB472  kruist bij afrit Sindelsdorf de A95 kruist, loopt langs Sindelsdorf, waar de B472 samenloopt met de B11. De B472 loopt verder door Bad Heilbrunn en Wackersberg, en Bad Tölz waar ze samenloopt met de B13. De B472 loopt langs Greiling, Reichersbeuern en Waakirchen naar Gmund am Tegernsee waar ze samenloopt met de B318, langs Miesbach waar de B307 aansluit. De B472 eindigt bij afrit Irschenberg op de A8.

## Geschiedenis
De B472 ontstond in 1962, en begon destijds in Kempten. Begin jaren '70 werd de route ingekort tot Marktoberdorf in verband met de upgrade van de B12. Parallel aan de B472 was de A98 als Voralpenautobahn gepland, de zuidelijkste oost-westsnelweg van Duitsland. In de jaren '80 is besloten deze snelweg niet aan te leggen, waarna de B472 gefaseerd is verbeterd met de aanleg van rondwegen en ongelijkvloerse kruisingen. In de jaren '80 en '90 zijn de rondwegen van Bad Tölz, Bichl en Obersöching aangelegd. In 1997 volgde de rondweg van Schongau en Peiting en in 2008 de rondweg van Peißenberg.

## Toekomst
Er zijn nog meer rondwegen voor de B472 gepland, die daarmee de verkeersdrukte moet opvangen van de afgeblazen A98.

## Verkeersintensiteiten
In 2010 reden dagelijks 10.000 tot 12.000 voertuigen tussen Marktoberdorf en Peiting, 11.000 voertuigen langs Peißenberg en 6.000 tot 8.000 voertuigen tussen Peißenberg en Bad Tölz. Door Bad Tölz reden tot 26.000 voertuigen, en 21.000 voertuigen langs Miesbach. Bij de aansluiting Irschenberg van de A8 reden 12.000 voertuigen.
B2 · B2a · B2R · B3 · B4 · B4R · B8 · B10 · B11 · B12 · B13 · B13n · B14 · B15 · B15n · B16 · B17 · B18 · B19 · B20 · B21 · B22 · B23 · B25 · B26 · B26a · B27 · B28 · B28a · B29 · B30 · B31 · B31a · B32 · B33 · B33a · B34 · B35 · B36 · B37 · B38 · B38a · B39 · B44 · B45 · B47 · B85 · B89 · B131n · B173 · B276 · B278 · B279 · B285 · B286 · B287 · B289 · B290 · B291 · B292 · B293 · B294 · B295 · B296 · B297 · B298 · B299 · B300 · B301 · B302 · B303 · B304 · B305 · B306 · B307 · B308 · B309 · B310 · B311 · B312 · B313 · B314 · B315 · B316 · B317 · B318 · B319 · B340 · B378 · B388 · B415 · B425 · B426 · B462 · B463 · B464 · B465 · B466 · B467 · B468 · B469 · B470 · B471 · B472 · B491 · B492 · B500 · B505 · B512 · B523 · B532 · B533 · B535 · B588 · B999